# Хенриета Доротея фон Йотинген-Йотинген
Хенриета Доротея фон Йотинген-Йотинген (на немски: Henriette Dorothea von Oettingen-Oettingen; * 14 ноември 1672, Йотинген, Бавария; † 23 май 1728, Идщайн) е принцеса от Йотинген-Йотинген в Швабия и чрез женитба княгиня на Насау-Идщайн (1668 – 1721).

## Произход
Тя е дъщеря на княз Албрехт Ернст I фон Йотинген-Йотинген (1642 – 1683) и първата му съпруга херцогиня Кристина Фридерика фон Вюртемберг (1644 – 1674), дъщеря на херцог Еберхард III фон Вюртемберг и първата му съпруга Анна Катарина Доротея фон Залм-Кирбург. Сестра е на Кристина Луиза фон Йотинген-Йотинген.

## Фамилия
Хенриета Доротея се омъжва на 22 септември 1688 г. в Кирххайм унтер Тек за княз Георг Август фон Насау-Идщайн (* 26 февруари 1665; † 26 октомври 1721), син на граф Йохан фон Насау-Идщайн (1603 – 1677) и втората му съпруга графиня Анна фон Лайнинген-Дагсбург-Фалкенбург (1625 – 1668). Те имат 12 деца, от които трите момчета умират като деца:
- Фридрих Ернст (1689 – 1690), наследствен принц на Насау-Идщайн
- Кристиана (1691 – 1723), омъжена 1709 г. за княз Георг Албрехт от Източна Фризия (1690 – 1734)
- Хенриета Шарлота (1693 – 1734), омъжена 1711 г. за херцог Мориц Вилхелм от Саксония-Мерзебург (1688 – 1731)
- Шарлота Еберхардина (1692 – 1693)
- Елеонора Шарлота (1696)
- Албертина Юлиана (1698 – 1722), омъжена 1713 г. за херцог Вилхелм Хайнрих фон Саксония-Айзенах (1691 – 1741)
- Августа Фридерика (1699 – 1750), омъжена 1723 г. за княз Карл Август фон Насау-Вайлбург (1685 – 1753)
- Йохана Вилхелмина (1700 – 1756), омъжена 1719 г. за граф Симон Хайнрих Адолф фон Липе (1694 – 1734)
- Фридрих Август (1702 – 1703), наследствен принц на Насау-Идщайн
- Вилхелм Самуел (1704), наследствен принц на Насау-Идщайн
- Елизабет Франциска (1708 – 1721)
- Луиза Шарлота (1710 – 1721)

Георг Август умира през 1721 г., както двете им най-малки дъщери, от едра шарка.